# Atlas-Centaur

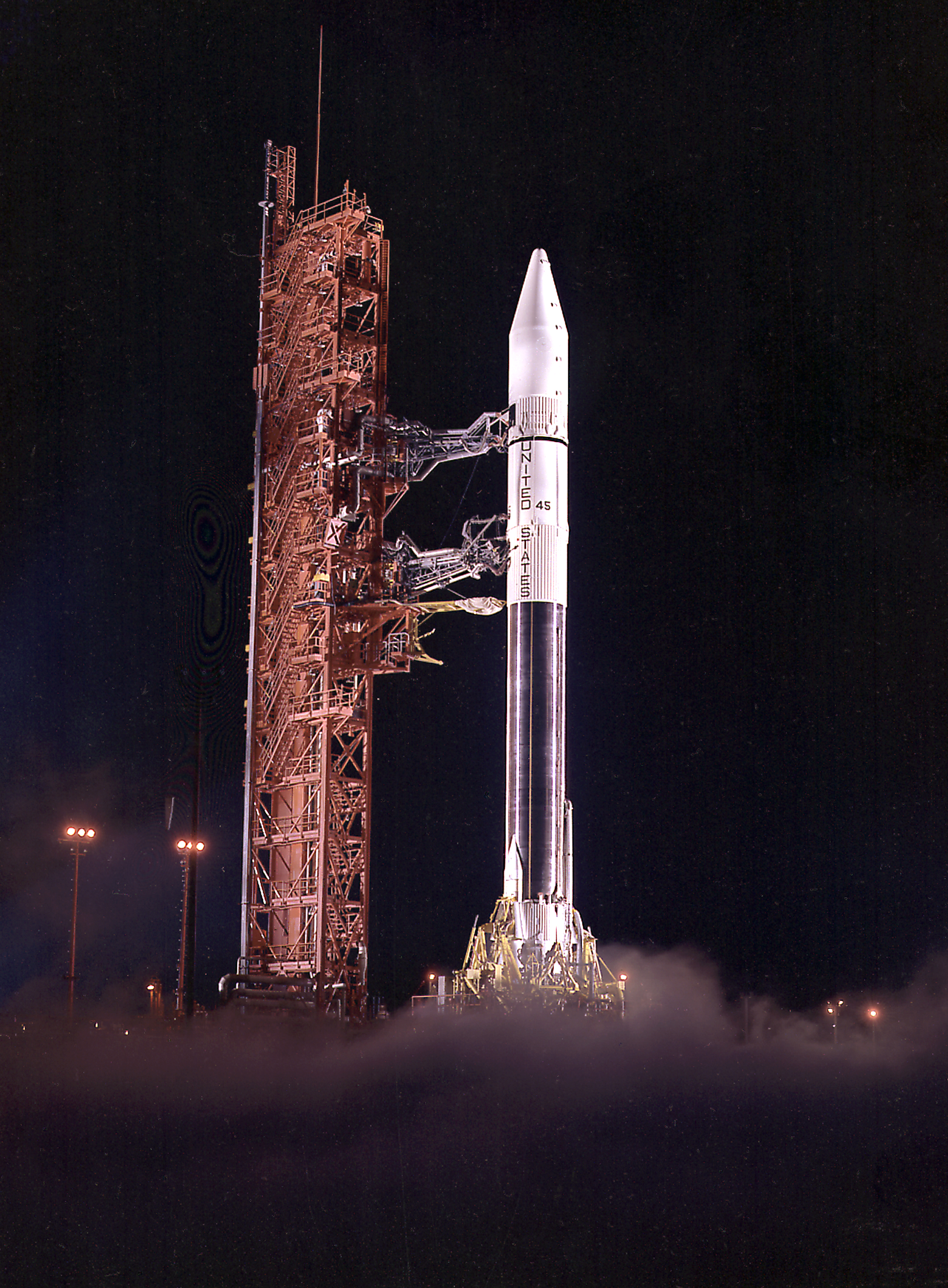
Um Atlas-Centaur.

O Atlas-Centaur, foi um veículo de lançamento descartável de origem Norte americana. 
Originalmente projetado e construído pela Divisão Convair da General Dynamics em San Diego, na Califórnia.
Ele fazia parte da família Atlas de foguetes e foi criado a partir do míssil SM-65 Atlas.
A produção do Atlas-Centaur na Convair foi encerrada em 1995, mas foi assumida pela Lockheed Martin no Colorado. 